# 埃卡特佩克站
埃卡特佩克站（西班牙語：Ecatepec）是墨西哥城地铁B线的一座地上中间车站，位于墨西哥州埃卡特佩克市阿纳瓦克谷街区卡洛斯·汉克·冈萨雷斯大道中央。

## 车站命名及标识
车站得名于该站所在的埃卡特佩克市。
该站的标志为阿兹特克文明中风神埃埃卡特尔与一座山丘的结合体象形符号，即为“埃卡特佩克”一名在纳瓦特尔语中的原意“风神的山丘”。

## 车站历史
该站于2000年11月30日与延长至埃卡特佩克境内的墨西哥城地铁B线北段一同开通。
车站开通之时原名为技术学院站（西班牙語：Tecnológico），因其周边的埃卡特佩克高等教育技术学院（西班牙語：Tecnológico de Estudios Superiores de Ecatepec）而得名，且车站标志也曾使用该校的校徽。2008年7月23日，时任埃卡特佩克市市长何塞·路易斯·古特雷斯·库雷纽与墨西哥城地铁公司总经理弗朗西斯科·博霍尔科斯·埃尔南德斯共同宣布双方达成一项协议，将携手致力于促进地铁系统的安全性及运行效率，提高服务质量。作为协议内容的一部分，原技术学院站更名为埃卡特佩克站，车站标志也更换为代表这一名称的风神山丘符号，沿用至今。

## 周边重要建筑
- 埃卡特佩克高等教育技术学院
- 埃卡特佩克谷地州立大学
- 墨西哥国立师范大学埃卡特佩克153分校
- 何塞·玛利亚·罗德里格斯综合医院